# Bamiyan University
Bamyan University är ett universitet i Afghanistan.   Det ligger i provinsen Bamiyan, i den centrala delen av landet, 130 kilometer väster om huvudstaden Kabul. Bamyan University ligger 2 503 meter över havet.